# Mecometopus solidicornis
Mecometopus solidicornis là một loài bọ cánh cứng trong họ Cerambycidae.